# Lalki
Lalki (jap. ドールズ Dōruzu) – japoński dramat filmowy z 2002 roku w reżyserii Takeshiego Kitano. W przeciwieństwie do innych zrealizowanych przez niego filmów, w Lalkach Kitano nie pojawia się jako aktor. Zdjęcia kręcono w prefekturach Niigata i Saitama.
Film został doceniony za imponującą stronę wizualną i kostiumy przygotowane przez Yōjiego Tamamoto.

## Opis fabuły
|  |

Film przedstawia trzy odrębne historie dotyczące różnych bohaterów:
- Młody mężczyzna (Matsumoto, w tej roli Hidetoshi Nishijima) zrywa zaręczyny, aby ożenić się z córką prezesa firmy. Jego była narzeczona (Sawako, grana przez Miho Kanno) podejmuje próbę samobójczą i popada w chorobę psychiczną wskutek zatrucia. Matsumoto na wieść o tym ucieka z własnego ślubu i zabiera ją ze szpitala, aby się nią opiekować. Sawako wymaga stałej uwagi, ponieważ w każdej chwili stwarza sytuacje niebezpieczne dla jej życia. Matsumoto nie może spać ani pracować, każda drzemka oznacza, że Sawako może zrobić sobie krzywdę. Kiedy kończą mu się pieniądze, całkowicie wyczerpany przywiązuje się do Sawako czerwonym sznurem, co pozwala mu w jakiś sposób ją kontrolować i chronić mimo zmęczenia. Ich wędrówka jest ściśle związana z przedstawieniem bunraku, od którego zaczyna się film. Na koniec Matsumoto odnosi pewien sukces: Sawako zaczyna reagować na jego obecność i odzyskiwać kontakt z rzeczywistością. Krótko po jej pierwszym świadomym wspomnieniu oboje giną w wypadku w górach, do końca związani sznurem.
- Inny młody mężczyzna (Nukui, grany przez Tsutomu Takeshigego), obsesyjny fan gwiazdy pop Haruny (w tej roli Kyōko Fukada), oślepia się, gdy zostaje ona oszpecona w wypadku samochodowym, ponieważ pragnie ją spotkać a ona nie chce pokazać nikomu swojej okaleczonej twarzy. Po jednym dniu spędzonym razem, kiedy Haruna wydaje się odzyskiwać dawną pogodę ducha, odchodzi. Policja znajduje go martwego przy drodze – nie wiadomo, czy było to samobójstwo czy wypadek.
- Starzejący się boss yakuzy (Hiro, grany przez Tatsuyę Mihashiego), wraca do parku, w którym niegdyś spotykał się ze swoją dziewczyną (w tej roli Chieko Matsubara). Opuścił ją, by zrealizować swoje marzenia o sukcesie. Po latach spotyka ją w miejscu, gdzie się rozstali, jako znaną wszystkim dziwaczkę czekającą na utraconą miłość. Nie daje się jej rozpoznać, jednakże po pewnym czasie ich spotkania stają się codziennym rytuałem dla obojga. W pewnym momencie ona wyznaje, że nie czeka już na swą dawną miłość, bo Hiro zajął to miejsce w jej życiu. Niedługo potem Hiro zostaje zamordowany przez innego yakuzę, gdy odchodzi z kolejnego spotkania – regularne spotkania w parku wystawiły go jako łatwy cel dla zabójców.

Te historie, pomimo przypadkowych powiązań wizualnych, są całkowicie odrębne. Film koncentruje się na pierwszej z nich. Film rozpoczyna się przedstawieniem w teatrze bunraku, a kończy sceną przedstawiającą lalki z tego przedstawienia. Ponieważ cały film może być interpretowany jako bunraku w filmowej formie (zgodnie z wypowiedzią samego reżysera), jest on raczej symboliczny. W niektórych przypadkach nie jest jasne, czy dana scena ma być rozumiana dosłownie. Dodatkowo, film nie trzyma się ściśle chronologii. To, co porządkuje wszystkie opowieści, to wspólny temat: poświęcenie dla uczucia.